# Réserve naturelle de Tammisto
La réserve naturelle de Tammisto (finnois : Tammiston luonnonsuojelualue) est une chênaie du quartier de Tammisto à  Vantaa en Finlande,.

## Présentation
La réserve naturelle de Tammisto est l'une des rares chênaies naturelles de la région d'Helsinki.
La réserve naturelle de Tammisto est la première réserve naturelle de Vantaa et elle a été protégée en 1946.
La forêt s'étend sur 7,4 hectares. Depuis 1999, le nom de la colline est Tammistonmäki.
La superficie de l'ensemble de la zone est de 15,3 hectares, la zone protégée s'étend sur 13,5 hectares,.

## Versant sud

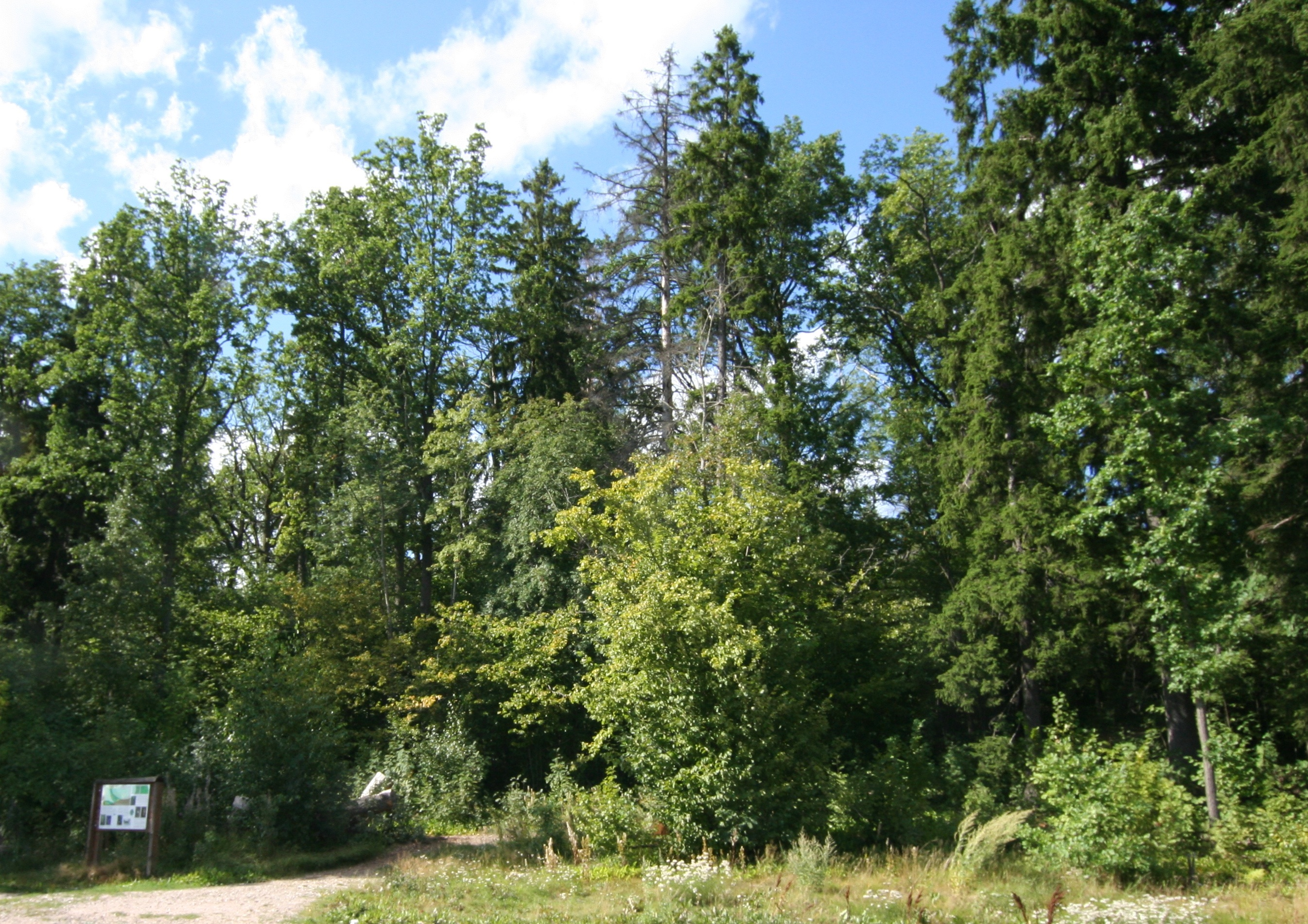
Le début du sentier de randonnée et le panneau indicateur sur Tammistontie en bordure du versant sud.

Le versant sud est nettement plus lumineux que le versant nord.
70 grands chênes, noyers et 135 érables y poussent.
De plus, il y a de nombreux chênes de moins de quatre mètres de haut.
Beaucoup de grands chênes ont des centaines d'années. On peut également trouver du chêne mort et pourri, ce qui est précieux pour certaines espèces de champignons en voie de disparition en Finlande.
Les conifères sont très rares, surtout en haut de la pente. Des pommiers semi-sauvages poussent sur les pentes les plus basses.
Une espèce menacée en Finlande de fistuline hépatique pousse sur de vieux chênes pourris.
L'atmosphère du versant sud est très méridionale, ce qui est rare pour les forêts finlandaises.
Entre autres, y prospèrent la fougère autruche, l'anémone hépatique, l'anémone des bois, la corydale à bulbe plein, la stellaire holostée, l'égopode podagraire et la Gesse printanière .

## Versant nord

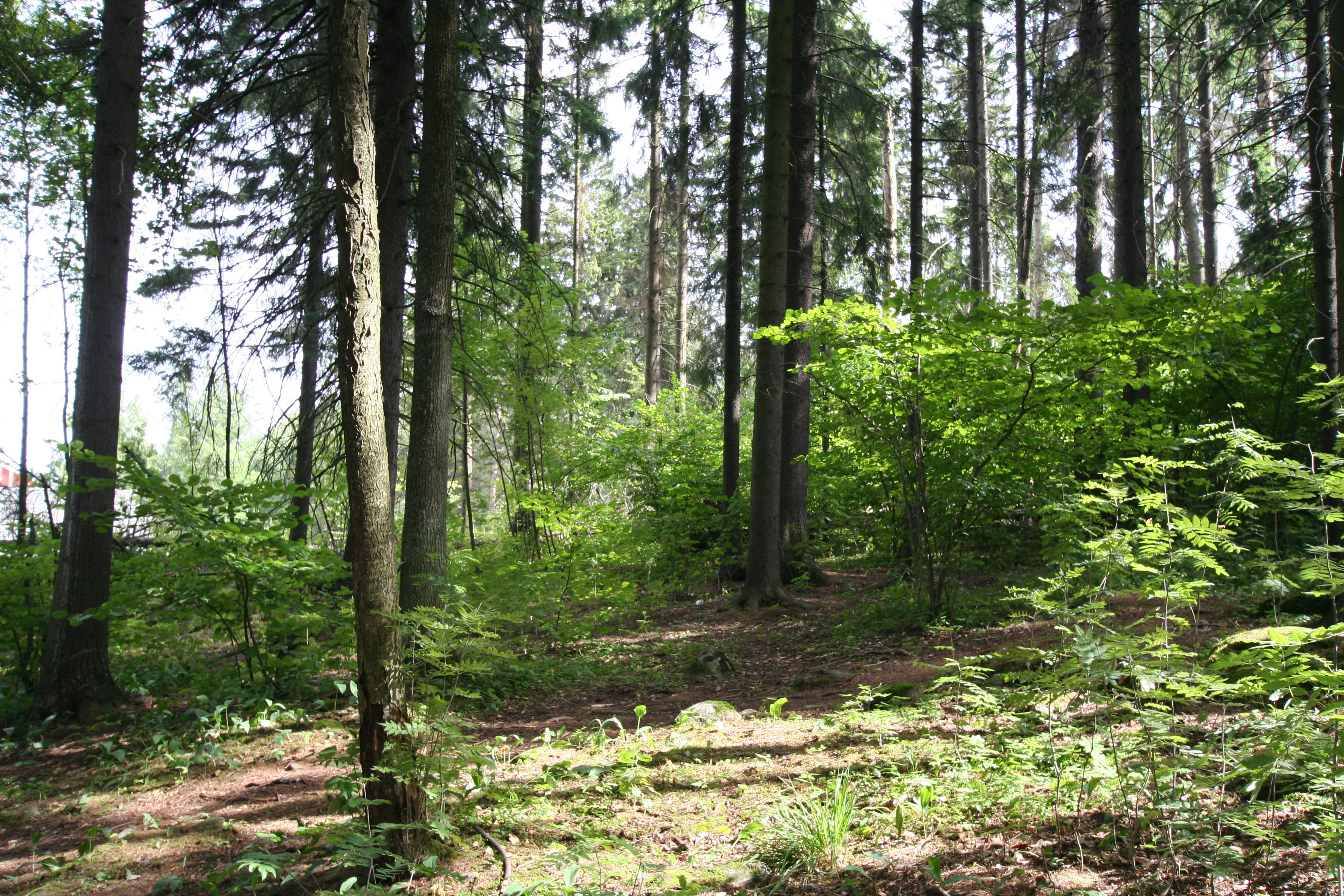
Noyers sous un ancien taillis en bordure nord de la réserve.

Dans la forêt du versant nord, on trouve de nombreux arbres nobles ligneux, 58 chênes, 34 tilleuls, 37 érables et 55 frênes.
De plus, il y a une abondance de bois noble plus jeune. Le bouleau, le sorbier, le tremble et l'aulne blanc y poussent parmi d'autres feuillus. Il y a aussi de nombreux épicéas étonnamment grands qui poussent sur le versant nord, et quelques chênes et tilleuls sont également de taille respectable.
Il y a aussi de nombreux épicéas étonnamment grands qui poussent sur le versant nord, et quelques chênes et tilleuls sont également de taille respectable. Cependant, la spécialité de la partie nord est sa vaste noyeraie, où poussent jusqu'à 3 000 noyers.
La plupart d'entre eux mesurent plus de deux mètres de haut, certains même quatre mètres. Dans la végétation des sous bois, typique des bosquets d'épicéas, poussent l'oseille des bois et l'anémone hépatique. Au printemps, l'anémone des bois pousse abondamment au pied des noyers dans les endroits lumineux.
Du côté de la forêt d'épicéas, il y a beaucoup de bois pourri par endroits, lorsque de grands épicéas sont morts debout ou tombés à cause des vents tempêtueux.
Quelques sapins ombragés ont été supprimés du versant nord, ce qui a donné plus de lumière aux arbres nobles et aux noyers. Car il y a aussi du bois pourri, surtout des picidés et les pics noirs prospèrent sur le versant nord.

## Galerie

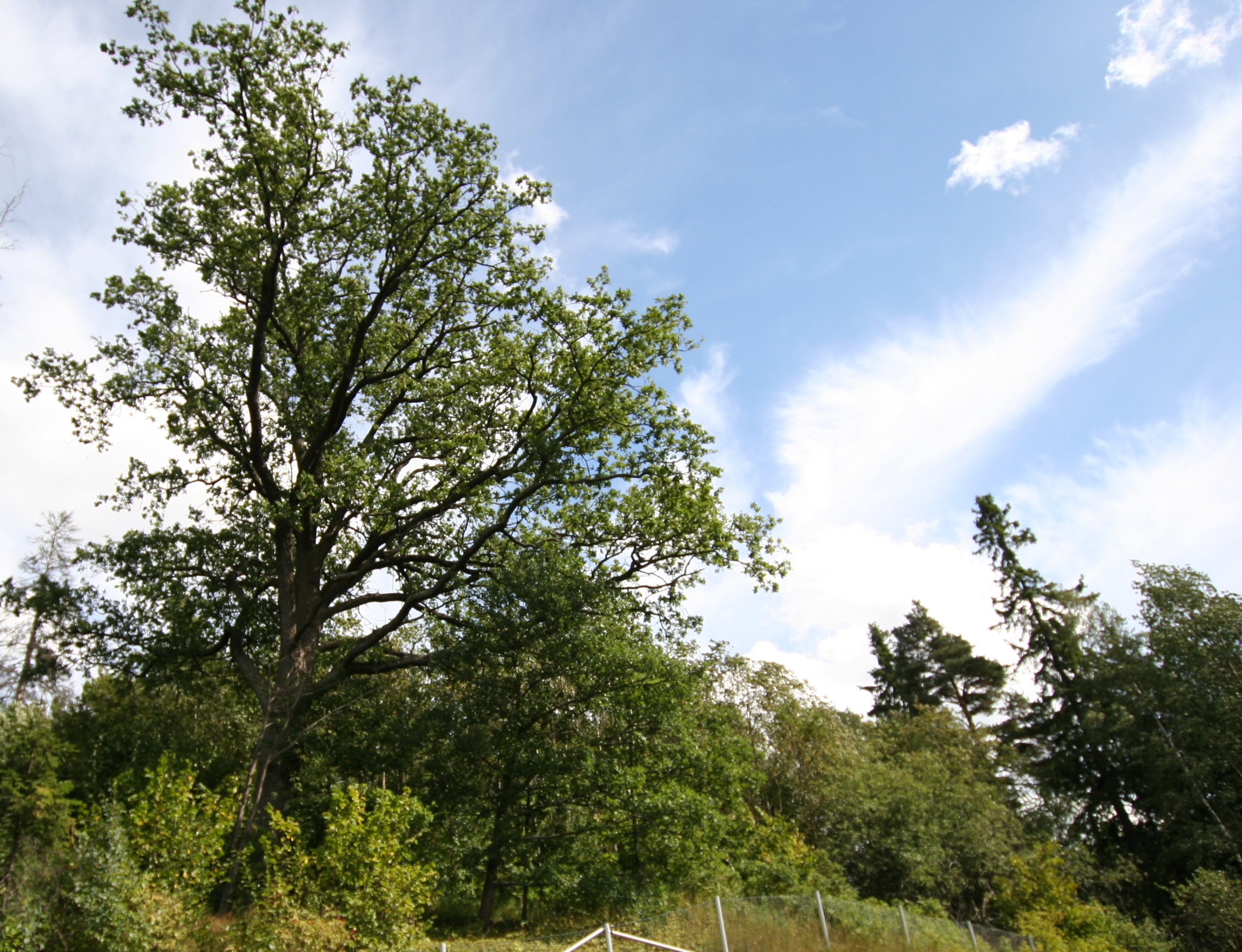
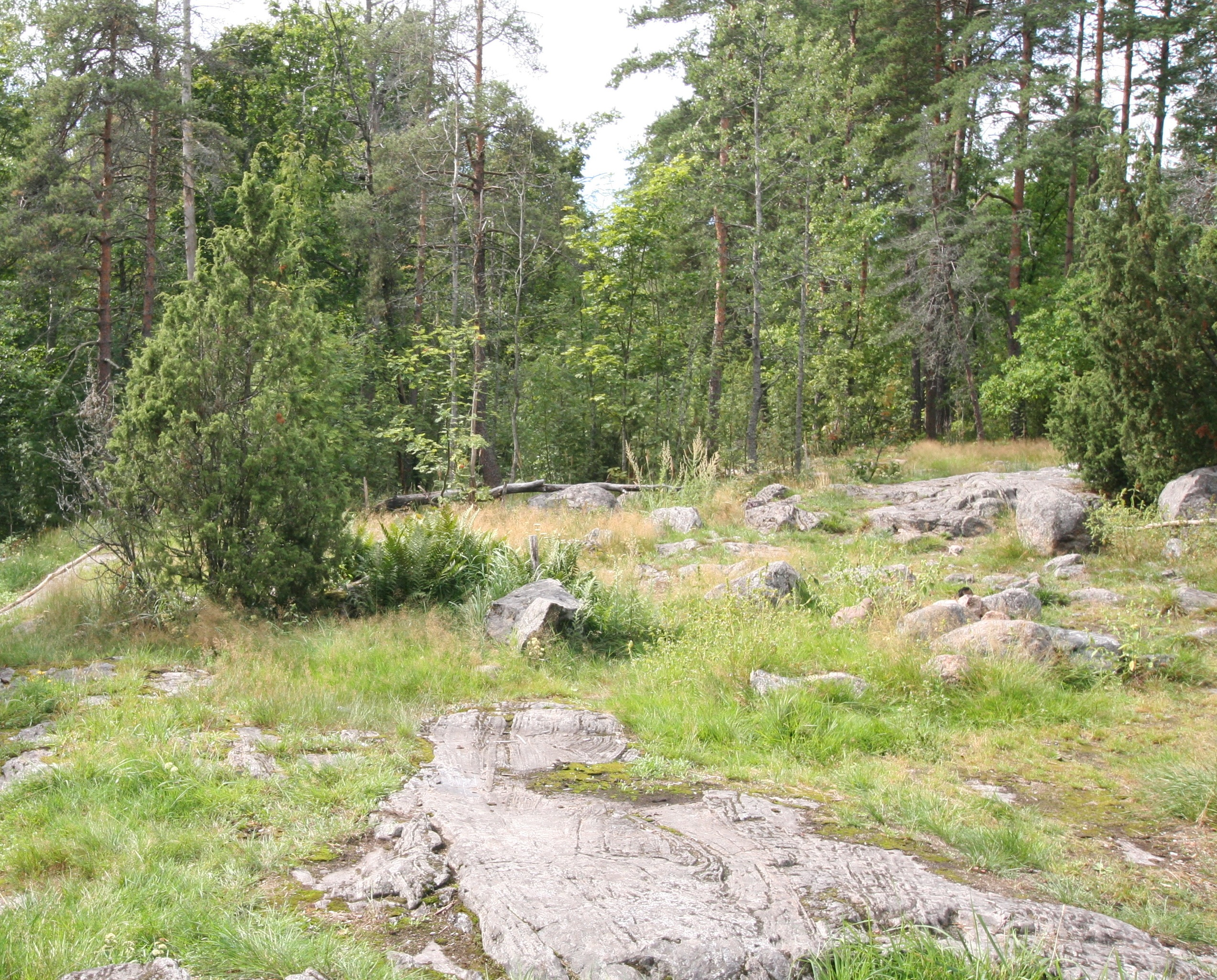
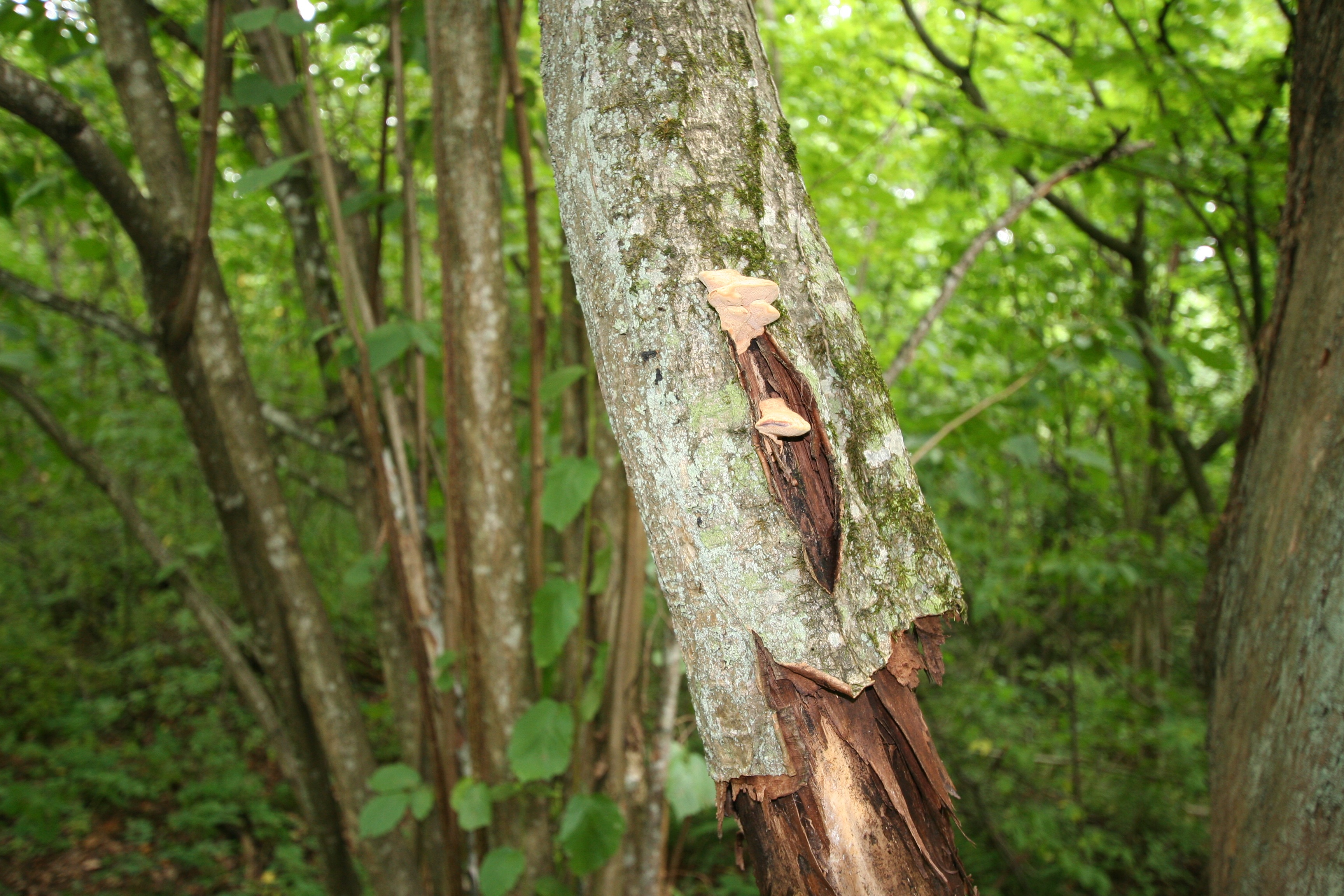